# Tiosza
Tiosza (ros. Тёша) – rzeka w Rosji, w obwodzie niżnonowogrodzkim. Prawy dopływ Oki. Długość – 311 km. Zlewnia – 7800 km².
Źródła i górny bieg rzeki na Wyżynie Nadwołżańskiej. Płynie ze wschodu na zachód i wpada do Oki poniżej miasta Murom.
Większe dopływy:
- Jelma, Aksza, Irża, Nucza, Lemiet', Łomowka, Sziłoksza – lewe;
- Sieroża, Szamka – prawe.

Nad rzeką leżą miasta Arzamas, Łukojanow i osiedle Szatki. Osiedle typu miejskiego Tiosza znajduje się w odległości 8 km od rzeki, nad jednym z prawych dopływów.